# 沙尔堡区
沙尔堡区（匈牙利語：Sárvári járás），是匈牙利沃什州的一个区，总面积685.46平方公里，总人口38,684人（2011年），人口密度56人/平方公里。中心城市为沙爾堡。

## 市镇
沙尔堡区包含两个城镇和40个村庄。